# Liesbeth Snoeck-Schuller
Liesbeth Annemarie Snoeck-Schuller (Den Haag, 16 december 1941) is een Nederlands politicus van de VVD.
In 1962 begon ze haar carrière in het onderwijs. In augustus 1992 volgde haar benoeming tot burgemeester van Eemnes. In de periode november 1994 tot 1 april1995 is zij waarnemend burgemeester van Baarn geweest. Vanaf januari 1999 was Snoeck-Schuller de burgemeester van Bloemendaal. Die functie heeft ze vervuld tot ze in juni 2005 vervroegd met pensioen ging. 